# Le Cocu nombreux

## Historique
Le Cocu nombreux paraît d'abord dans La Revue des vivants en août 1934, avant d'être reprise en 1938 dans le recueil de nouvelles Derrière chez Martin, le troisième de l'auteur.

## Résumé
Le vagabond arrive dans le village un jour de grand vent et de lessive. Ayant choisi une maison où rien ne flotte au vent, il entre et se trouve devant un cocu. Bientôt, il finit par comprendre qu'il avait affaire à une même personne en deux corps.